# Anauxesis simplex
Anauxesis simplex là một loài bọ cánh cứng trong họ Cerambycidae.